# Домовой (фильм, 2019)
«Домово́й» — российский комедийный фильм-фэнтези режиссёра Евгения Бедарева. Премьера фильма в России состоялась 11 апреля 2019 года.

## Сюжет
Риелтор Элла безуспешно пытается продать квартиру в сталинской высотке, так как в ней живёт самый настоящий домовой, который старательно выживает из неё любых жильцов, устраивая им различного рода проделки а-ля полтергейст (самого домового люди не способны ни видеть, ни осязать, ни слышать). Из-за этого в квартире давно не делался ремонт и поэтому цена на неё значительно ниже рыночной. В конечном итоге ей удаётся найти потенциального покупателя — это разведённая мать-одиночка Вика с 8-летней дочерью Алиной. Перед приходом Вики и Алины Элла приглашает в квартиру ясновидящую Фиму, чтобы та прогнала Домового. Фиме это удаётся: с помощью своих магических ритуалов она вышвыривает его за пределы дома на тридцать дней (дольше не получается, его можно только убить, а это очень сложно сделать). Однако в какой-то момент у неё случается видение, в котором она видит, что где-то под полом в квартире запрятана коробка с драгоценностями. Поскольку квартира вот-вот отойдёт Вике и в неё нельзя будет уже проникнуть, то Фима, уходя, снова проводит ритуал, благодаря которому Домовой возвращается обратно в квартиру и начинает бесчинствовать. В конечном итоге Элла, пригрозив селить в квартиру отныне только отпетых маргиналов, ставит Домовому условие: он позволит Вике купить квартиру (потому что каждый раз от продажи квартиры Элла получает причитающиеся проценты) и потом может благополучно прогнать её, а взамен Элла на целый год оставит квартиру в покое. Домовой соглашается, после чего применяет свою магию на напуганных Вике и Алине, которые от этого успокаиваются и соглашаются на сделку.
Попытки выжить Вику с дочерью Домовой предпринимает сразу же. Но Вика не готова терять квартиру: узнав от соседки Раисы про Домового и про предыдущих жильцов, она начинает приглашать на дом экстрасенсов и шаманов. И чем больше она сопротивляется Домовому, тем больше тот проявляет рвения в своих проказах. Алина же, напротив, пытается подружиться с Домовым, и к ней он испытывает симпатию, а Вике, напротив, продолжает пакостить. Это приводит к тому, что сначала Вику увольняют с работы (после того как проказы Домового довели её начальника до госпитализации), а затем её случайно бьёт током и она также попадает в больницу. После этого у Домового происходит разговор с котом Алины и Вики Кузей (который может видеть Домового и общаться с ним).
Выясняется, что Домовой живёт в этой квартире с момента постройки дома и очень ладил с первой семьёй новосёлов. Но через какое-то время эта семья переехала, а Домовой вынужден был остаться, потому что домовые могут поменять место жительства только в случае, если получат приглашение. Он пытался подружиться со следующими новыми жильцами, но каждая новая семья оказывалась хуже предыдущей, потому что в них не было ни любви, ни доброты, а только ссоры. В какой-то момент Домовой обнаружил, что негативная обстановка вокруг него проецирует его собственное восприятие этого на саму квартиру — стены начинают покрываться плесенью и рассыпаться. Желая не дать квартире разрушиться, Домовой в итоге решил выживать всех новых жильцов, пока ему не попадётся хорошая семья — здесь Домовой признаёт, что в попытках выжить Вику и Алину он сам нанёс квартире большой урон. Кузя тогда советует Домовому всё же помириться с Викой, потому что они с Алиной, по сути, именно те, кто ему нужны: Вика сопротивлялась Домовому в первую очередь ради того, чтобы обезопасить свою дочь. Кузя также утверждает, что если он всё же выживет Вику и Алину, то вслед за ними приедут новые хозяева, с которыми у Домового снова будет война, и всё будет повторяться до бесконечности. Тогда Домовой соглашается и решает подарить Вике драгоценности, за которыми охотится Фима: здесь Домовой объясняет, что эти драгоценности принадлежали одному из прежних жильцов, который занимался скупкой краденных вещей, но Домовой спрятал от него драгоценности, поэтому они остались в квартире.
Воспользовавшись госпитализацией Вики, в квартиру проникают Фима и её сын Стас. Некстати домой возвращаются Вика с Алиной, которых Фима и Стас связывают. Фима, используя магию, пытается убить Домового, пока Стас ищет золото. Кузя, старясь спасти Домового, освобождает Алину, чтобы она позвала на помощь. Алина, спасаясь от Стаса, вылезает в окно и падает с карниза, но Домовому, который напился специального зелья, удаётся поймать и забросить её в окно расположенной этажом ниже квартиры, где живёт молодой парень Андрей, у которого затем начинается роман с Викой. Домовой даёт Фиме и Стасу мощный отпор и вышвыривает их из квартиры. Действие зелья закончилось, и Домовой, обессилев, впадает в анабиоз.
В финале Вика извиняется перед Домовым, предлагает помириться, а затем показывает, что теперь знает, как он выглядит: у их соседа Валентина есть хобби фотографировать всех бывших жильцов квартиры в тот момент, когда они покидают её, и на фотографии, которую он сделал в тот момент, когда Алина и Вика выбегали из квартиры (это произошло в первую же ночь после их заселения) каким-то образом запечатлелся Домовой. Вика предлагает Домовому стать отныне полноправным членом их семьи.

## В ролях
| Актёр                     | Роль                                                                  |
| ------------------------- | --------------------------------------------------------------------- |
| Сергей Чирков             | Домовой                                                               |
| Екатерина Гусева          | Вика мама Алины                                                       |
| Павел Деревянко           | кот Кузя (озвучивание)                                                |
| Александра Политик        | Алина дочь Вики                                                       |
| Татьяна Орлова            | Раиса Ивановна соседка Вики                                           |
| Ольга Остроумова-Гутшмидт | Мама Фима ясновидящая                                                 |
| Дмитрий Бедарев           | Стас сын Фимы                                                         |
| Даша Шагал                | «Анжела» девушка Стаса                                                |
| Юлия Сулес                | Элла Аркадьевна риэлтор                                               |
| Михаил Беспалов           | Олег Евгеньевич начальник Вики                                        |
| Сергей Рубеко             | Валентин Петрович сосед Вики, фотограф                                |
| Сергей Русскин            | Кирилл демонолог                                                      |
| Дмитрий Белоцерковский    | санитар                                                               |
| Илья Соболев              | санитар                                                               |
| Людмила Князева           | Вероника Арнольдовна старушка, дольше всего сопротивлявшаяся Домовому |
| Игорь Чехов               | Андрей сосед и возлюбленный Вики                                      |

## Съёмочная группа
- Продюсеры — Сергей Торчилин, Андрей Шишканов, Сергей Куликов, Дмитрий Щербанов, Олег Антипов, Константин Елкин, Михаил Беспалов, Роман Борисевич, Вадим Горяинов
- Режиссёр-постановщик — Евгений Бедарев
- Авторы сценария — Дмитрий Бедарев, Евгений Бедарев
- Операторы-постановщики — Андрей Кузнецов, Сергей Политик

## Критика
Фильм получил положительные оценки кинокритиков.
- Борис Гришин писал: «Перед нами добрая городская сказка, в которой нет настоящего зла, так что фильм с удовольствием посмотрят и маленькие дети, и их бабушки»[7].
- Марина Подкорытова: «…у Евгения Бедарева получился очень неплохой фильм в стиле фэнтези, снятый русскими и по-русски. Оказалось, что на основе народных сказок и поверий, не используя иностранные клише и героев, можно снять хорошую сказку»[8].

## Премия
В 2019 году фильм получил Гран-при XXVII Международного кинофестиваля детских фильмов «Алые паруса „Артека“».

## Новеллизация
По сценарию фильма писатель Олег Рой написал одноимённый роман «Домовой» («ЭКСМО», 2019).